# جولييان رومان
جولييان رومان (بالإسبانية: Julián Román)‏ هو مقدم تلفزيوني وممثل كولومبي، ولد في 23 نوفمبر 1977 ببارانكيا في كولومبيا.

## وصلات خارجية
- جولييان رومان على موقع IMDb (الإنجليزية)
- جولييان رومان على موقع قاعدة بيانات الفيلم (الإنجليزية)